# Cirrhimuraena inhacae
Cirrhimuraena inhacae is een straalvinnige vissensoort uit de familie van slangalen (Ophichthidae). De wetenschappelijke naam van de soort is voor het eerst geldig gepubliceerd in 1962 door Smith.